# Copa de Andalucía de Balonmano Femenina
La Copa de Andalucía es una competición de balonmano que se disputa anualmente en Andalucía, España, siendo su primera edición en 2001. Está organizada por la Federación Andaluza de Balonmano y enfrenta a equipos de balonmano de dicha comunidad autónoma. 

## Sistema de competición
Este torneo se disputa a principios de temporada. El sistema de competición está basado en una final en la cual está automáticamente clasificado el equipo andaluz participante en la máxima categoría (Liga Guerreras Iberdrola) y el otro participante logra su plaza a través de una fase previa entre todos los equipos andaluces que compitan en División de Honor Plata de la temporada por comenzar. Si, como en la temporada 2017, los equipos de División de Honor Plata, son más de 2, se celebra unas fases previas, semifinales y final.

## Ediciones[2]
| Temporada | Ed.   | Campeón                                      | Res. | Finalista |
| --------- | ----- | -------------------------------------------- | --- | --- |
| 2001-2002 | I     | Vicar Goya                                   | | |
| 2002-2003 | II    | Vicar Goya                                   | | Balonmano Iznalloz |
| 2003-2004 | III   | Vicar Goya                                   | | |
| 2004-2005 | IV    | Vicar Goya                                   | | |
| 2005-2006 | V     | Vicar Goya                                   | | |
| 2006-2007 | VI    | Puerto Dulce Roquetas                        | 30 - 27 | Vicar Goya |
| 2006-2008 | VII   | Desierta                                     | | |
| 2008-2009 | VIII  | Vicar Goya                                   | [ 3 ] | Club Balonmano Solúcar |
| 2009-2010 | IX    | Vicar Goya                                   | | |
| 2010-2011 | X     | Club Balonmano Femenino Málaga Costa del Sol | 33 - 32 | Club Balonmano Adesal La Fuensanta                                                                                                  |
| 2011-2012 | XI    | ASISA Costa del Sol                          | 2 - 0 * | Club Balonmano Fuengirola Club Balonmano Adesal La Fuensanta                                                                        |
| 2012-2013 | XII   | ASISA Costa del Sol                          | 31 - 26 | Club Balonmano Adesal La Fuensanta                                                                                                  |
| 2013-2014 | XIII  | Club Balonmano Adesal La Fuensanta           | 25 - 24 | Clínicas Rincón Málaga |
| 2014-2015 | XIV   | Clínicas Rincón Málaga                       | 21 - 20 | Vicar Goya Almería |
| 2015-2016 | XV    | Clínicas Rincón Málaga                       | 24 - 20 | Club Balonmano Adesal La Fuensanta                                                                                                  |
| 2016-2017 | XVI   | Clínicas Rincón Málaga                       | 30 - 24 | Club Balonmano Adesal La Fuensanta                                                                                                  |
| 2017-2018 | XVII  | Fase final inconclusa                        | Equipos participantes en la fase final: Fuengirola Un Sol de Ciudad, Adesal Córdoba, Ikersa Urci Almería y Rincón Fertilidad Málaga | Equipos participantes en la fase final: Fuengirola Un Sol de Ciudad, Adesal Córdoba, Ikersa Urci Almería y Rincón Fertilidad Málaga |
| 2018-2019 | XVIII | Rincón Fertilidad Málaga                     | 30 - 19 | Senator Hotels BM Roquetas Bahía de Almería                                                                                         |
| 2019-2020 | XIX   | No se disputó                                | | |
| 2020-2021 | XX    | Costa del Sol Málaga                         | 42 - 14 | Deza Córdoba BM |
| 2024-2025 | XXI   | Adesal Córdoba                               | 33 - 21 | Costa de Almería Roquetas |

```
* La Copa de Andalucía 2013 se celebró mediante un triangular entre el Club Balonmano Femenino Málaga Costa del Sol, Fuengirola Un Sol de Ciudad y Adesal La Fuensanta en partidos de 30 minutos y se impuso el Costa del Sol.
```

## Palmarés
- 8 títulos:  Club Balonmano Femenino Málaga Costa del Sol.
- 7 títulos:  Vicar Goya.
- 2 títulos:  Club Balonmano Adesal La Fuensanta.
- 1 título:  Balonmano Roquetas.